# Ноћни курасо
Ноћни курасо (лат. Nothocrax urumutum) је врста монотипичног рода Nothocrax из породице Cracidae. Живи у Бразилу, Колумбији, Еквадору, Перуу и Венецуели. Природна станишта су јој суптропске и тропске влажне низинске шуме и суптропске и тропске мочваре на надморској висини до 500 метара. 
Просечно је дуга 58-66 центиметара. Има дугу црну ћубу на глави. Перје на леђима, крилима и репу је црнкасто-смеђе с разним пегицама. Ноге су црвенкасто-ружичасте боје. 